# Hiperamonemia
La hiperamonemia se define como concentraciones elevadas de amonio en la sangre, algo que puede ser sumamente grave para el desarrollo de los individuos (especialmente en los recién nacidos), puede saberse con la aparición de una serie de síntomas concretos como el vómito, la diarrea o letargia grave hasta la aparición de convulsiones.

## Diagnóstico
La evaluación inicial de los pacientes en quienes se sospecha hiperamonemia consiste en la determinación sérica de amonio.
Una vez confirmado que existe hiperamonemia, deberán realizarse estudios para determinar su etiología, entre los que se encuentran:
1. Pruebas de funcionamiento hepático
2. Pruebas de coagulación
3. Ultrasonido hepático
4. Tomografía axial computarizada de abdomen

Si con estos estudios no fuese suficiente para determinar la etiología, deberán sospecharse errores innatos del metabolismo y para ello deberán realizarse las siguientes determinaciones en suero y orina:
1. Citrulina
2. Glutamina
3. Ácido arginosuccínico

## Fisiopatología
En condiciones fisiológicas los astrocitos aportan a las neuronas adyacentes adenosina-5 trifosfato, glutamina y colesterol. Las neuronas metabolizan la glutamina a glutamato, neurotransmisor que activa los receptores N-metil D-aspartato. Posterior a su liberación sináptica, el glutamato es reciclado por los astrocitos a glutamina. Cuando los niveles de amonio se elevan de forma aguda en el cerebro, la conducción de los astrocitos y de las neuronas se afecta. Los astrocitos metabolizan el amonio a glutamina, como consecuencia se presenta elevación de la osmolaridad intracelular que causa edema y pérdida de los astrocitos liberando citocinas inflamatorias como factor de necrosis tumoral alfa (FNTα), Interleucina-1 y 6 e interferón. En los astrocitos remanentes se presenta inhibición de la deshidrogenasa alfa cetoglutarato, mediada por amonio y depleción del ácido carboxílico necesarios para la síntesis de la glutamina causando por consiguiente parálisis del ciclo de Krebs. La disminución de la expresión de los receptores de glutamato en los astrocitos induce aumento en sus concentraciones y pueden presentarse crisis convulsivas, aumento en el flujo sanguíneo cerebral, pérdida de la autorregulación cerebral efectiva y desarrollo de edema cerebral e hipertensión intracraneana.